# Кусида-дзиндзя

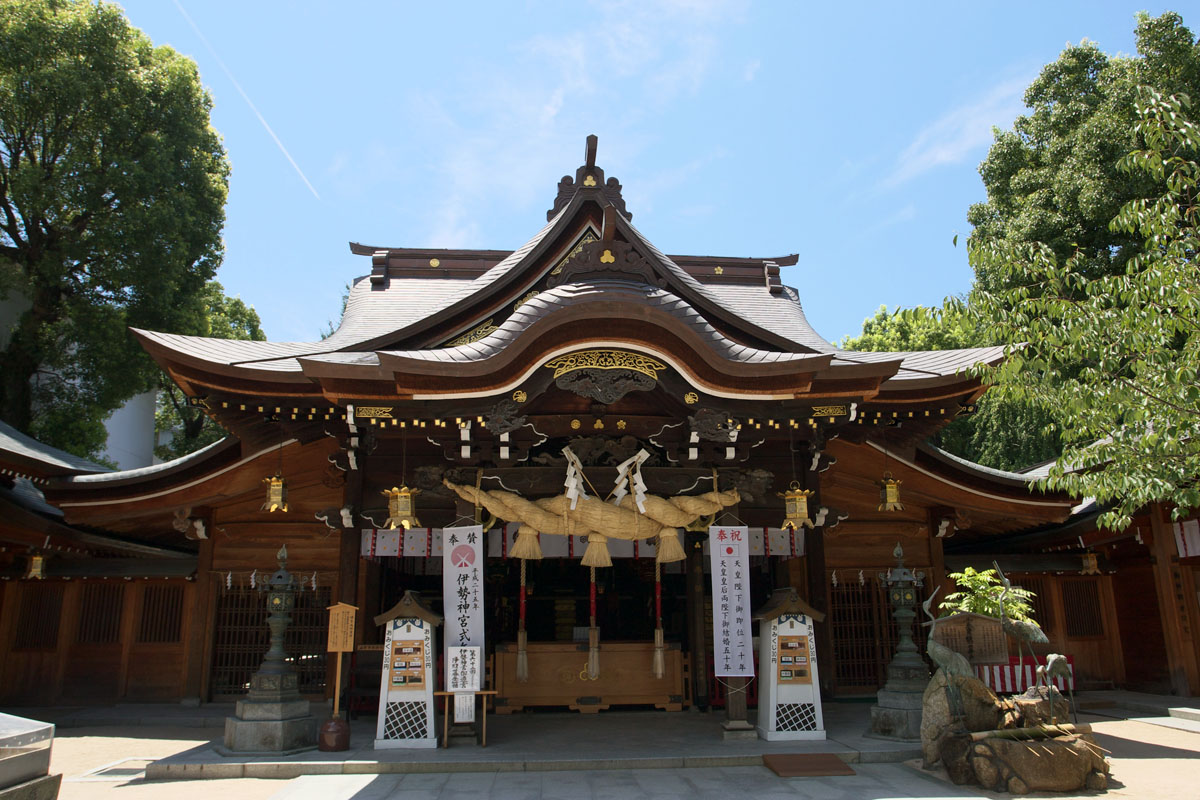
Главный павильон (хондэн) святилища Кусида-дзиндзя

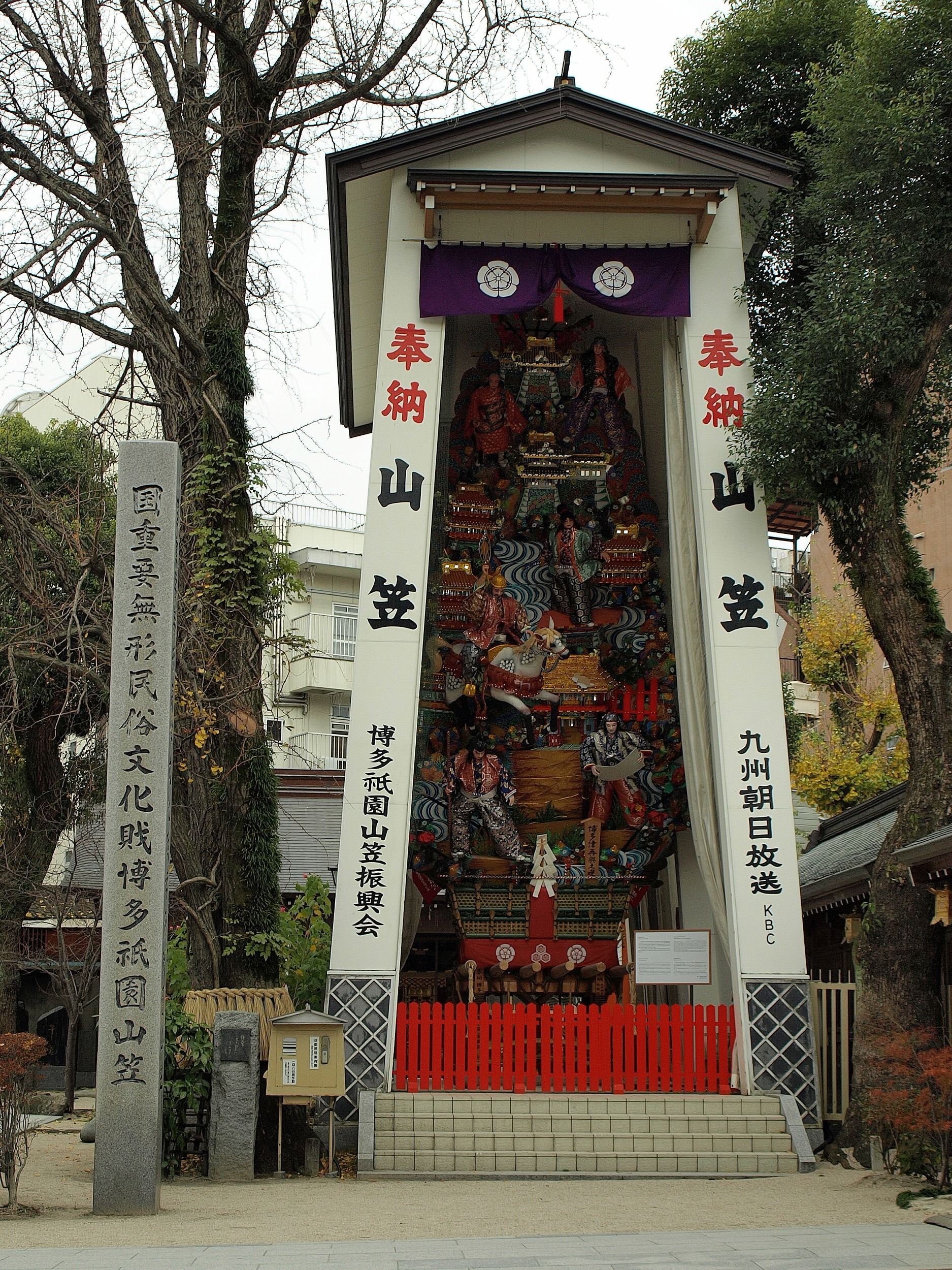
алтарь Кадзарияма святилища Кусида-дзиндзя

Кусида-дзиндзя (яп. 櫛田神社)— синтоистская кумирня в районе Хаката-ку города Фукуока, Япония. Посвящена богам Аматерасу и Сусаноо. Считается, что святилище основано в 757 году. Здесь проводится ежегодный японский фестиваль (мацури) Хаката Гион Ямакаса с 1 по 15 июля.

## История
Первоначально святилище Кусида, посвящённое богине Солнца Аматерасу, было основано в Мацусака в 757 году. Аналогичное убежище духа Ками было построено в Хаката (бывшей Фукуоке), приобрело особое значение после смуты годов Дзёхэй и Тэнгё в 941 году.